# Mictocommosis
Mictocommosis is een geslacht van vlinders van de familie bladrollers (Tortricidae), uit de onderfamilie Chlidanotinae.

## Soorten
- M. argus (Walsingham, 1897)
- M. microctenota (Meyrick, 1933)
- M. stemmatias (Meyrick, 1921)
- M. takaonis (Matsumura, 1931)